# Șerbănești
Șerbănești is een Roemeense gemeente in het district Olt.
Șerbănești telt 3179 inwoners.